# Hans Paschen
Hans Richard Paschen (ur. 5 lutego 1896 w Hamburgu, zm. 28 maja 1960 tamże) – niemiecki żeglarz, olimpijczyk.
Na regatach rozegranych podczas Letnich Igrzysk Olimpijskich 1928 wystąpił w klasie 6 metrów zajmując 9. pozycję. Załogę jachtu Pan tworzyli również Anton Huber, Carl Wentzel, Erich Laeisz i Oswald Thomsen.